# Naja nubiae
Naja nubiae este o specie de șerpi din genul Naja, familia Elapidae, descrisă de Wolfgang Wüster și Donald G. Broadley în anul 2003. Conform Catalogue of Life specia Naja nubiae nu are subspecii cunoscute.